# Rocco Stark

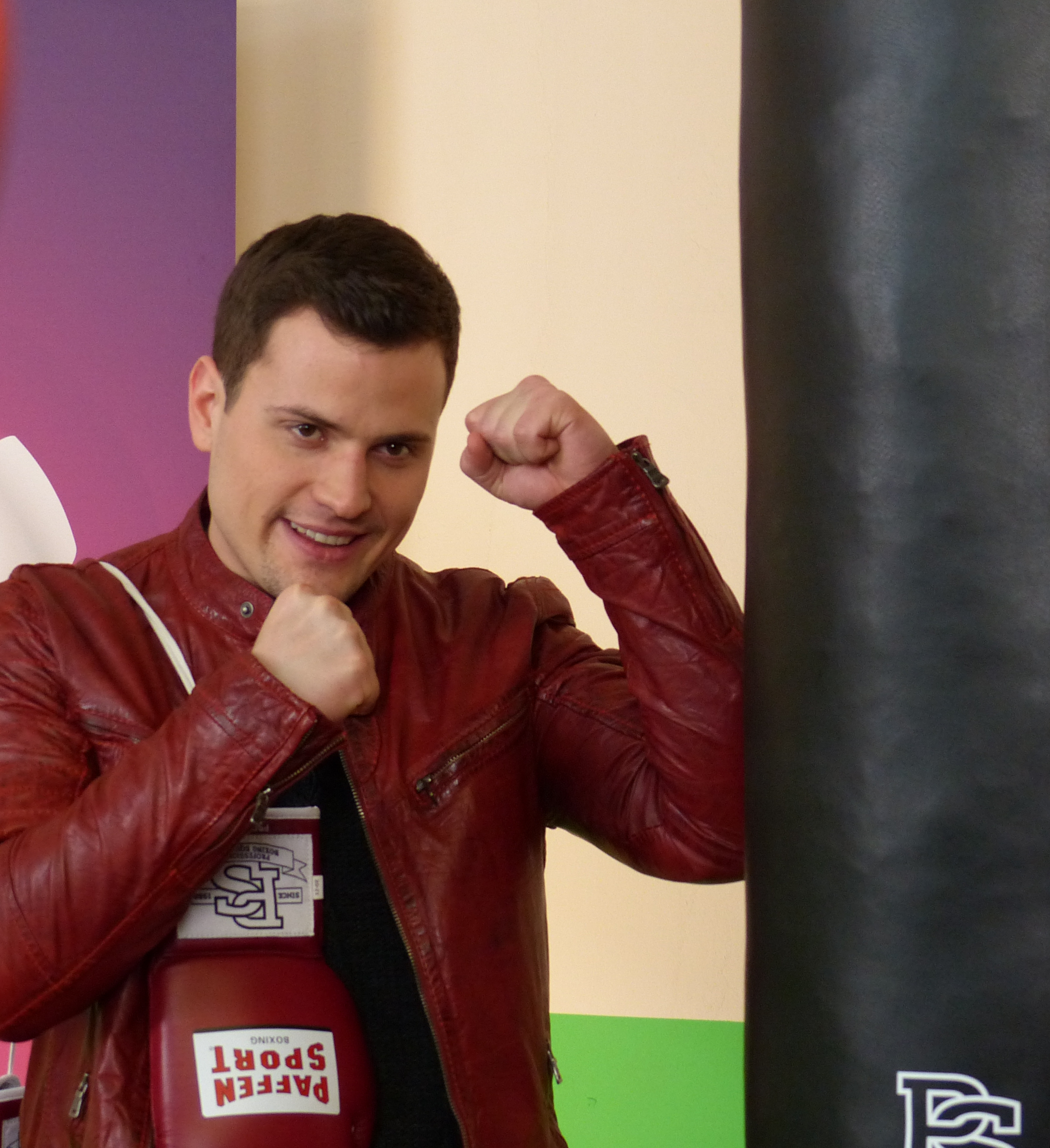
Rocco Stark (2013)

Rocco Raphael Maria Stark (* 27. Mai 1986 in München) ist ein deutscher Schauspieler und Sänger.
Größere Bekanntheit erlangte Stark 2010 als Hauptdarsteller der Seifenoper Hand aufs Herz sowie 2012 durch seine Teilnahme an der RTL-Fernsehsendung Ich bin ein Star – Holt mich hier raus!.

## Leben
Starks Eltern, der Schauspieler Uwe Ochsenknecht und die Künstlerin Rosana della Porta, trennten sich, als er vier Jahre alt war. Er wuchs bei seiner Mutter auf. Seine Halbgeschwister sind Wilson Gonzalez Ochsenknecht, Jimi Blue Ochsenknecht sowie Cheyenne Savannah Ochsenknecht. Außerdem hat Stark mütterlicherseits noch vier weitere Halbgeschwister, mit denen er zusammen aufwuchs. Stark ist der Geburtsname seiner Mutter; sie nahm erst später den Künstlernamen della Porta an.
Stark ist ausgebildeter Industriemechaniker. Er besuchte von 2006 bis 2007 die Berufsfachschule Schauspiel München. Von 2008 bis 2010 folgte eine Schauspielausbildung an der Schauspielschule „München Film Akademie“. Außerdem erhielt er privaten Schauspielunterricht.

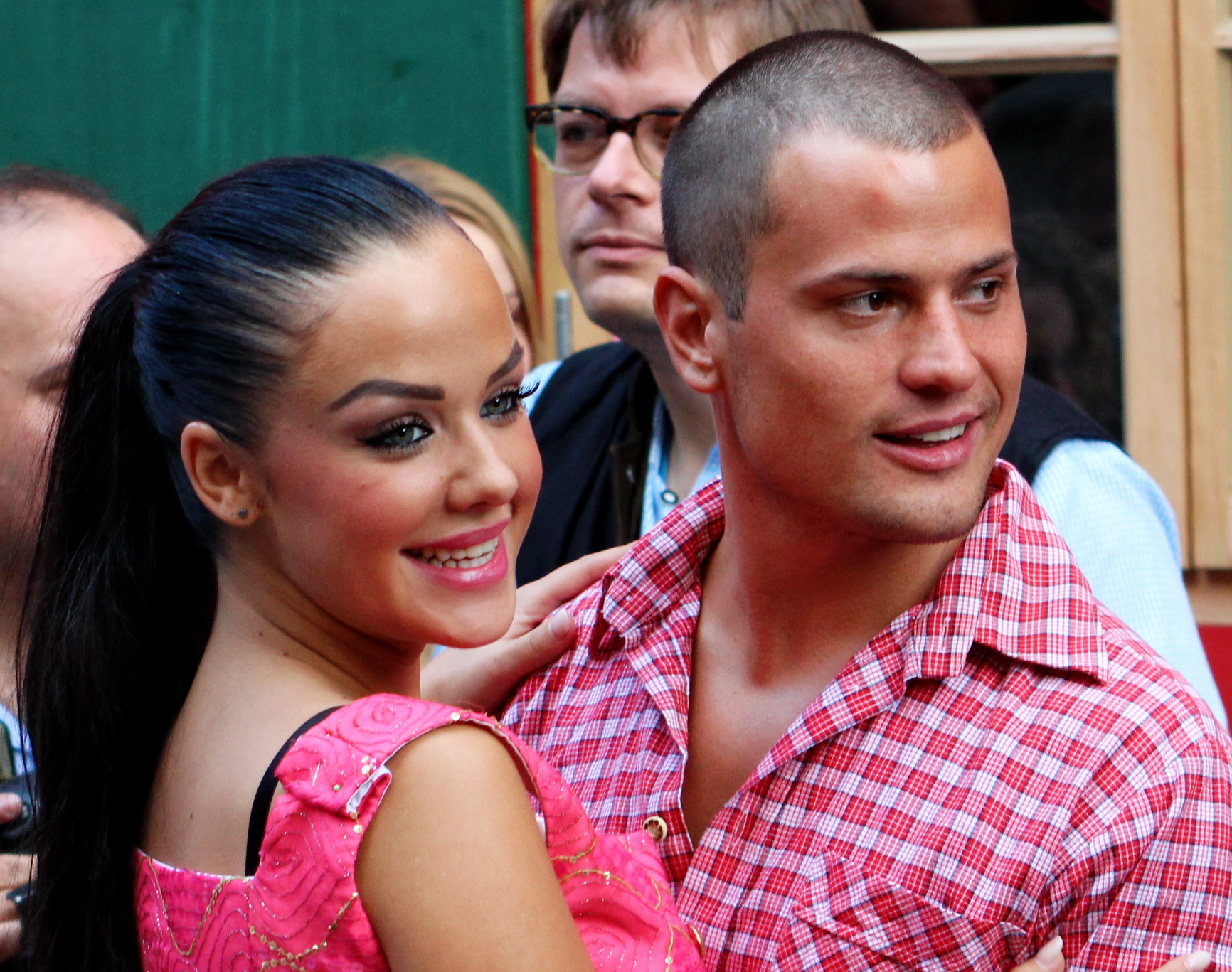
Rocco Stark mit Exfreundin Kim Gloss auf dem Oktoberfest 2012

Er lebt abwechselnd in München und in Berlin. Stark war seit dem Ende der Dreharbeiten zu Ich bin ein Star – Holt mich hier raus! mit Kim Gloss, die auch an der Show teilgenommen hatte, liiert. Im August 2012 wurde bekannt, dass die beiden ein Kind erwarten. Die Schwangerschaft wurde von einem RTL-Drehteam begleitet und ab dem 19. November 2012 als Wochenserie Kim und Rocco – Abenteuer Familie im Mittagsjournal Punkt 12 gezeigt. Am 11. Februar 2013 wurden beide Eltern einer Tochter. Am 29. März 2013 wurde das TV-Special Hilfe wir bekommen ein Baby auf RTL ausgestrahlt. Juni 2013 gab Stark via Facebook die Trennung bekannt. Er war von Ende Januar 2016 bis Mitte Juni 2016 mit Angelina Heger liiert, die er während der Dreharbeiten zu der taff-Wochenserie Projekt Paradies: Heilfasten unter Palmen kennenlernte.
Im Juni 2018 wurde die Heirat mit seiner Freundin Nathalie bekannt, welche er 2017 in einer Schönheitsklinik kennenlernte und von der er zwischenzeitlich getrennt war. Im Dezember 2019 gab Stark die Scheidung bekannt.

## Karriere
2007 hatte Stark eine Nebenrolle als Tänzer im Kinofilm Im Winter ein Jahr von Caroline Link. Seit 2008 spielte er Haupt- und Nebenrollen in zahlreichen Kurzfilmen. Seine erste Hauptrolle hatte er 2010 unter der Regie von Lou Binder im Kinofilm Feuchte Frösche. Er spielte darin den jungen sexsüchtigen Nico, der seine Freundin dauernd betrügt, obwohl er sich eigentlich nach einer festen und dauerhaften Beziehung sehnt. Ab Oktober 2010 übernahm er in der Sat.1-Serie Hand aufs Herz die Serienhauptrolle des Schülers Timo Özgül.
Vom 13. Januar 2012 bis 28. Januar 2012 nahm Stark an der sechsten Staffel der RTL-Fernsehsendung Ich bin ein Star – Holt mich hier raus! teil und belegte den dritten Platz. Im Sommer 2012 spielte er beim Piraten-Open-Air in Grevesmühlen als Pirat „Jack Rackham“ an der Seite von Martin Semmelrogge auf der Theaterbühne. In der 4. Staffel der ZDF-Serie SOKO Stuttgart (2012) hatte er eine der Episodenhauptrollen als tatverdächtiger Antiquitätenhändler Marek Heller. Er war 2013 in der 500. Folge der ZDF-Krimiserie SOKO München zu sehen. Ebenfalls veröffentlichte er in dem Jahr die zwei Singles Radio Silence und Is it love.
Im März 2013 nahm Stark am Sat.1-Promiboxen teil und gewann gegen seinen Konkurrenten B-Tight. Drei Monate später, im Juni 2013, eröffnete er seinen eigenen Modeladen „Atelier 12“ in Berlin, wo er seine eigene Modelinie verkauft. Im März 2014 posierte Rocco Stark für das Cover der Ajoure Men und kämpfte bei der TV-Styling-Doku Promi Shopping Queen auf VOX um den ersten Platz. Im Sommer 2014 stand er nach einem Jahr Auszeit erneut in der Hauptrolle des „Don Serano“ in dem Stück Die Schatzinsel – Bone Island, auf der Bühne des Piraten-Open-Airs in Grevesmühlen. Außerdem startete er sein eigenes TV-Format Rocco, ich will Model werden auf RTL II, wo er auf den Straßen Berlins auf der Suche nach Frauen ist, die ihm für eine Model-Karriere geeignet scheinen. 2014 veröffentlichte Stark im Magnolia Verlag sein Kinderbuch Der Moppelkönig, das er seiner Tochter widmete. 2014 eröffnete er eine zweite „Atelier 12“-Filiale in Boltenhagen und 2017 eine weitere „Atelier 12“-Filiale in Lübeck, welche mittlerweile wieder geschlossen ist.

## Theater (Auswahl)
- 2012: Ein Leben für die See, Piraten-Open-Air in Grevesmühlen, als Pirat Jack Rackham[24]
- 2014: Die Schatzinsel – Bone Island, Piraten-Open-Air in Grevesmühlen, als Don Alonso Serano

## Filmografie
- 2008: Im Winter ein Jahr
- 2009–2010: Aktenzeichen XY … ungelöst (Fernsehreihe, 2 Folgen, verschiedene Rollen)
- 2010: Feuchte Frösche
- 2010–2011: Hand aufs Herz (Fernsehserie)
- 2012: Oma rennt
- 2012: Verbotene Liebe (Fernsehserie, 5 Folgen)
- 2012: SOKO Stuttgart (Fernsehserie, Folge: „Familienbande“)
- 2013: SOKO 5113 (Fernsehserie, Folge: „Das Alibi“)

## Fernsehauftritte (Auswahl)
- 2012: Ich bin ein Star – Holt mich hier raus!
- 2013: Eins gegen Eins
- 2013: Das große Sat.1 Promiboxen
- 2013: Cash Crash
- 2013: Mein Mann kann
- 2014: Promi Shopping Queen
- 2014: Rocco, der Modelscout
- 2015: Promi Big Brother Late Night LIVE
- 2016: Die große ProSieben Völkerball Meisterschaft 2016
- 2016: Das Sommerhaus der Stars – Kampf der Promipaare
- 2018: Dinner Party
- 2021: Take Me Out XXL
- 2021: Kampf der Realitystars – Schiffbruch am Traumstrand

## Diskografie
- 2010: Hand aufs Herz – Dreams (Single)
- 2011: Hand aufs Herz – Der Soundtrack (Album)
- 2012: Radio Silence
- 2012: Is It Love (feat. Kim Gloss)